# Кибнезе
Кибнезе (фр. Cubnezais) насеље је и општина у југозападној Француској у региону Аквитанија, у департману Жиронда која припада префектури Бле.
По подацима из 2011. године у општини је живело 1357 становника, а густина насељености је износила 131,75 становника/km². Општина се простире на површини од 10,3 km². Налази се на средњој надморској висини од 45 метара (максималној 61 m, а минималној 11 m).

## Демографија
| 1962. | 1968. | 1975. | 1982. | 1990. | 1999. | 2011. |
| ----- | ----- | ----- | ----- | ----- | ----- | ----- |
| 472   | 481   | 531   | 832   | 1.045 | 1.049 | 1.357 |

График промене броја становника у току последњих година